# یاوم-جانگسانگپو-دونگ
یاوم-جانگسانگپو-دونگ (به لاتین: Yaeum-Jangsaengpo-dong) یک منطقهٔ مسکونی در کره جنوبی است که در اولسان واقع شده‌است.